# کیزیل‌لی (دینار)
کیزیل‌لی (به ترکی استانبولی: Kızıllı) یک منطقهٔ مسکونی در ترکیه است که در دینار (شهر) واقع شده‌است.